# David Foucault
Pour les articles homonymes, voir Foucault.
(en) Statistiques sur pro-football-reference
David Foucault, né à LaSalle au Québec (Canada), est un joueur canadien de football canadien et de football américain évoluant sur la ligne offensive et plus spécifiquement au poste de bloqueur.

## Biographie
Après être passé par le Cégep Édouard-Montpetit,, il étudie à l'université de Montréal et joue alors pour les Carabins. Il étudie la criminologie. 
Il est sélectionné lors du repêchage 2014 de la Ligue canadienne de football (LCF) en 5e position par les Alouettes de Montréal. Il est alors l'un des deux premiers joueurs des Carabins de Montréal à être choisis au premier tour du repêchage de la LCF.
Cependant, il n'est pas sélectionné lors du repêchage 2014 de la National Football League (NFL), mais à la suite d'un essai, il signe un contrat avec les Panthers de la Caroline. Il devient ainsi l'un des premiers joueurs issus d'une université québécoise à s'engager avec une équipe de la NFL après notamment Laurent Duvernay-Tardif et Samuel Giguère et le premier joueur issus des Carabins. Les Dolphins de Miami et les Colts d'Indianapolis semblaient aussi intéressés par le joueur, mais Foucault aurait préféré les Panthers.
Foucault a joué 6 parties pour les Panthers en 2014. En 2015, Foucault fait partie de l'équipe de pratique et se rend au Superbowl 50 avec les Panthers. Les Panthers subissent une défaite contre les Broncos.  Il a cependant été retranché des 53 joueurs partants pour la saison 2016. 
Après avoir été libéré de l'équipe d'entrainement des Panthers lors de la saison morte 2017, il se tourne vers la LCF où les Alouettes de Montréal détiennent encore ses droits. 
Incapable de s'entendre avec les Alouettes il est échangé le 27 mars 2017 aux Lions de la Colombie-Britannique. Foucault joue alors 3 saisons sur la ligne partant avec les Lions. En 2020, la LCF mets un arrêt sur la saison 2020 dû à la Covid. EN 2021, Foucault signe avec les Alouettes de Montréal. En 2022, Foucault est mis sous contrat avec les Elks d'Edmonton pour la saison 2022. 
Il est le cousin du joueur professionnel de hockey sur glace Joël Perrault.